# Toyota Mark X Zio
La Toyota Mark X Zio est une voiture produite par la marque automobile japonaise Toyota lancée en octobre 2007.
Il s'agit d'une routière à caractère familial dont la silhouette évolue entre le break et le monospace. L'habitacle comporte trois rangées d'assises afin de pouvoir transporter 6 voire 7 personnes.
Répondant à la demande du marché japonais par laquelle elle est exclusivement développée, la Mark X Zio ne propose que des moteurs essence, un 4 cylindres ou un V6, et aucune boîte manuelle.
Cette exécution Zio complète ainsi la famille Toyota Mark X qui comprenait jusque-là une berline, lancée en 2004. Toutefois, malgré leur appellation en partie commune, ces deux voitures sont très différentes. La Mark X berline est en effet à la base une propulsion, alors que la Zio repose sur une plate-forme de traction.

## Carrière
La carrière de la Mark X Zio est des plus discrètes. Avec à peine 18 000 ventes, la Mark X Zio ne se classait que 66e sur le marché japonais en 2008. En 2009 les ventes fléchissaient de 54 % pour s'établir à 8 205 unités et avec seulement la 90e place sur le marché japonais. La tendance 2010 restait à la baisse, avec un recul de 28 % et à peine 6 000 ventes. La X Zio est du coup sortie du classement des 100 premières ventes au Japon.